# فورفار
فورفار (به انگلیسی: Forfar) یک شهرک در اسکاتلند است که در آنگوس واقع شده‌است. فورفار ۱۴٬۰۴۸ نفر جمعیت دارد.